# محمد نظير بن لاب
محمد نظير بن لاب  (26 ديسمبر 1976) المعروف أيضا باسم ليلي، هو عضو ماليزي في الجماعة الإسلامية في جنوب شرق آسيا و«تنظيم القاعدة»، وهو الآن مُعتَقل  في أمريكا في معتقل غوانتانامو. حيث نُقِل مع 14 معتقل آخرين من السجون السرية بالخارج إلى سجن غوانتانامو في 6 سبتمبر 2006.
تقول مديرية الاستخبارات القومية الأمريكية أن بن لاب كان مساعدًا لرضوان عصام الدين الملقب بالحنبلي، ويُعتقد أن كان مشاركًا في هجوم فندق ماريوت في جاكرتا عام 2003.

## وصلات خارجية
- Secret Prison on Diego Garcia Confirmed: Six “High-Value” Guantánamo Prisoners Held, Plus “Ghost Prisoner” Mustafa Setmariam Nasar، أندي ورثينجتون.
- UN Secret Detention Report (Part One): The CIA’s “High-Value Detainee” Program and Secret Prisons، أندي ورثينجتون.